# Gofer (phần mềm)
Gofer ("Good For Equational Reasoning") là một trong các phần mềm được phát triển từ ngôn ngữ lập trình Haskell. Ngôn ngữ được sử dụng cho các mục đích giáo dục và hỗ trợ một ngôn ngữ dựa trên phiên bản 1.2 của tài liệu Haskell. Nó đã được thay thế bằng Hugs. Lưu trữ ngày 19 tháng 3 năm 2009 tại Wayback Machine

## Tải về Gofer
- cho máy tính x86: Gofer của Mark Jones
- cho hệ điều hành Risc: Trang hệ điều hành kiểu RISC của Gavin Wraith Lưu trữ ngày 5 tháng 2 năm 2007 tại Wayback Machine